# Gryon spennus
Gryon spennus är en stekelart som beskrevs av Mikhail Vasilievich Kozlov och Lê 1996. Gryon spennus ingår i släktet Gryon och familjen Scelionidae. Inga underarter finns listade i Catalogue of Life.